# 2003년 레코파 수다메리카나
2003년 레코파 수다메리카나(2003 Recopa Sudamericana)는 2003년 7월 12일에 열린 10번째 레코파 수다메리카나 대회이다. 2002년 코파 리베르타도레스 우승 팀인 올림피아와 2002년 코파 수다메리카나 우승 팀인 산로렌소가 맞붙었다.
수페르코파 수다메리카나가 1997 시즌을 끝으로 폐지되면서 레코파 수다메리카나는 한동안 열리지 않았지만 코파 수다메리카나가 2002 시즌에 창설되면서 다시 열리게 되었다. 미국 로스앤젤레스에 위치한 로스앤젤레스 메모리얼 콜리세움에서 단판 승부 형식으로 진행되었으며 올림피아가 산로렌소를 2-0으로 누르고 우승을 차지했다.

## 경기
| 올림피아                           | 2–0 | 산로렌소 |
| ---------------------------------- | --- | -------- |
| 로페스 28′ · 엔시소 69′ (페널티골) |     |          |

| 올림피아 | 산로렌소 |

|               |    |                          |     |     |
|               |    |                          |     |     |
| GK            | 1  | 리카르도 타바렐리        |     |     |
| DF            | 2  | 네스토르 이사시          |     |     |
| DF            | 5  | 훌리오 세사르 카세레스   |     |     |
| DF            | 3  | 넬손 셀라야              |     |     |
| DF            | 15 | 마테오 코르보            |     |     |
| MF            | 16 | 세르히오 오르테만        |     |     |
| MF            | 6  | 훌리오 세사르 엔시소 (c) |     |     |
| MF            | 17 | 프란시스코 에스테체      |     |     |
| MF            | 11 | 기도 알바렝가            | 52′ |     |
| FW            | 10 | 미겔 앙헬 베니테스       |     | 65′ |
| FW            | 9  | 에르난 로드리고 로페스   |     | 83′ |
| 교체 선수:    |    |                          |     |     |
| FW            | 20 | 힐베르토 팔라시오스      |     | 65′ |
| FW            | 20 | 마우로 카바예로          |     | 83′ |
| 감독:         |    |                          |     |     |
| 루이스 쿠비야 |    |                          |     |     |

|             |    |                            |     |     |
|             |    |                            |     |     |
| GK          | 1  | 세바스티안 사하            |     |     |
| DF          | 13 | 레안드로 알바레스          |     |     |
| DF          | 32 | 곤살로 하비에르 로드리게스 | 48′ |     |
| DF          | 3  | 클라우디오 모렐 로드리게스 |     |     |
| DF          | 4  | 알도 파레데스              |     |     |
| MF          | 24 | 다미안 루나                |     |     |
| MF          | 5  | 파블로 미첼리니 (c)        |     |     |
| MF          | 8  | 마리아노 에론              | 43′ |     |
| FW          | 22 | 크리스티안 수리타          |     | 58′ |
| FW          | 9  | 알베르토 아코스타          |     |     |
| FW          | 6  | 니콜라스 프루토스          |     |     |
| 교체 선수:  |    |                            |     |     |
| FW          | 17 | 다니엘 코르도네            |     | 58′ |
| 감독:       |    |                            |     |     |
| 루벤 인수아 |    |                            |     |     |